# أوقستي بوير
أوقستي بوير (بالفرنسية: Auguste Boyer)‏ هو لاعب غولف فرنسي، (و. 1896 – 1956 م).